# Venu Sports
Venu Sportso simplemente Venu ( /ˈvɛnju/) fue un servicio de streaming centrado en deportes propuesto en los Estados Unidos que se operaría como una empresa conjunta entre The Walt Disney Company (a través de la subsidiaria de propiedad mayoritaria ESPN Inc.), Fox Corporation (mediante Fox Sports) y Warner Bros. Discovery (WBD, a través de TNT Sports), cada uno de los cuales habría poseído un tercio de la empresa. El servicio se anunció el 6 de febrero de 2024 y su lanzamiento estaba previsto para el otoño de 2024. Sin embargo, el 10 de enero de 2025 se dio a conocer oficialmente que Venu ya no se lanzaría.
El servicio habría agrupado prácticamente todos los derechos de transmisión de deportes a nivel nacional en EE. UU. controlados por las tres compañías en una sola suscripción, con contenido limitado de entretenimiento y noticias. La plataforma estaría disponible como producto independiente o se vendería como parte de un paquete con alguna de las otras plataformas de streaming de las compañías, como Disney+, Hulu o Max.
Los socios de la empresa conjunta dijeron que esta estaba dirigida específicamente a los cord-cuttersy cord-nevers que actualmente no están suscritos a un paquete tradicional de televisión por cable o satélite o a un MVPD virtual convencional existente, como FuboTV o YouTube TV. Algunos proveedores de televisión existentes cuestionaron este hecho y argumentaron que el lanzamiento de Venu se traduciría directamente en menos suscripciones para sus servicios. Los funcionarios del gobierno también habían expresado su preocupación por el impacto de la iniciativa en la competencia. El 16 de agosto de 2024, una jueza federal concedió una orden preliminar para bloquear el lanzamiento del servicio después de que FuboTV presentara una demanda antimonopolio contra Venu.

## Nombre
El anuncio inicial indicó que el servicio tendría una «nueva marca», aunque esa marca no fue identificada de inmediato. A falta de un nombre anunciado, varios analistas de medios se refirieron al servicio como «Spulu» ( un acrónimo de sports Hulu), como una alusión a la estructura de propiedad conjunta original del servicio de streaming de entretenimiento general Hulu.
Unos días después del anuncio, un informe indicó que los socios estaban considerando seriamente el nombre Hulu Sports, que calificaría el servicio como una extensión de Hulu (ahora controlado por Disney) a pesar de su administración separada. Sin embargo, en ese momento todavía se estaban considerando otros nombres.
El 16 de mayo de 2024, se anunció la marca del servicio como Venu Sports, o simplemente Venu. «Venu» se pronuncia como «venue» (traducido en español como «lugar de encuentro» y en alusión a «sports venue» que se traduce como «recinto deportivo»).

## Contenido
Se esperaba que el servicio funcionase de manera similar a un MVPD virtual en el sentido de que transmitiría casi todos los canales lineales de cable y televisión abierta en inglés de las tres compañías en EE. UU. que ofrecen contenido deportivo, incluidas las cadenas de radiodifusión ABC y Fox; canales de deportes generales ESPN, ESPN2, ESPNews, FS1 y FS2; canales de deportes universitarios ACC Network, Big Ten Network, ESPNU y SEC Network; y las tres principales cadenas de cable de WBD que ofrecen cobertura deportiva: TBS, TNT y TruTV. También habría incluido acceso al contenido del servicio deportivo directo al consumidor existente de Disney, ESPN+.
El servicio de streaming brindaría acceso a los mismos eventos deportivos que ofrecían en esos momentos los servicios mencionados anteriormente, que a partir de febrero de 2024 incluían la mayoría de los derechos de transmisión nacional de los juegos de la NBA, NHL y MLB, el College Football Playoff y casi todos los campeonatos organizados por la NCAA, así como partidos selectos de la NFL, entre muchas otras propiedades.
Sin embargo, el servicio no habría brindado acceso a eventos deportivos controlados por redes deportivas regionales, servicios de streaming de terceros como Prime Video y Apple TV+, ni otras emisoras tradicionales importantes, en particular Paramount Global (propietario de CBS y Paramount+) y NBCUniversal (propietario de NBC y Peacock). Además, Paramount y NBCUniversal no fueron invitadas a participar en la empresa.
Las compañías declararon que toda la programación se habría ofrecido de forma no exclusiva, ya que los canales y el contenido seguirían estando disponibles a través de los proveedores de televisión existentes y/o los respectivos servicios independientes de las compañías.
Si bien los suscriptores podrían ver cualquier programación de entretenimiento y noticias que se transmita regularmente en estos canales además de los deportes, el servicio no transmitiría otros canales propiedad de estas compañías que generalmente se incluyen en paquetes de cable, como CNN o Fox News. Sin embargo, en situaciones en las que los otros canales de las empresas tengan transmisiones deportivas, esos canales habrían podido estar temporalmente como transmisiones «emergentes», utilizando un concepto que es común en Europa pero relativamente raro en los Estados Unidos.

## Distribución
El servicio habría estado disponible individualmente a través de una nueva aplicación personalizada o como parte de un paquete con Disney+, Hulu y/o Max.En mayo de 2024, Disney y WBD anunciaron por separado planes para lanzar un paquete de los tres últimos servicios, pero no abordaron específicamente la posibilidad de un paquete de cuatro con Venu.
Los primeros informes indicaron que el precio regular por mes sería más alto que $30 dólares estadounidenses, y probablemente al menos $45 dólares, ubicándolo entre el precio de streaming independiente de algunas RSN individuales como NESN 360 (en el rango de $20 a $30) y paquetes vMVPD estilo cable más grandes como YouTube TV (que comienzan en alrededor de $75 dólares). El 1 de agosto de 2024, se anunció que el precio de lanzamiento sería de $42.99 dólares estadounidenses por mes; este precio habría estado garantizado durante doce meses desde el inicio de una suscripción, pero no se requeriría ningún compromiso a largo plazo.

## Preocupaciones regulatorias y de gestión
El servicio sería supervisado por un equipo de gestión independiente de los tres socios.
La formación de la empresa conjunta no afectaría, según las empresas, sus respectivos planes de competir entre sí por los derechos de retransmisión de contenido deportivo en el futuro, ni el servicio de la empresa conjunta habría buscado derechos exclusivos propios. Debido a esto, además de la afirmación de que todo el contenido habría seguido estando disponible a través de otras plataformas, muchos analistas indicaron que no esperaban que la formación de la empresa generara preocupaciones antimonopolio.
No obstante, los proveedores tradicionales de cable y satélite revisaron los planes con respecto a si las empresas podrían violar las cláusulas de nación más favorecida en los contratos existentes, a menos que se les permitiese comenzar a ofrecer también paquetes de menor precio centrados en los deportes. Los analistas señalaron que algunos de estos proveedores llevan años «rogando por el derecho» a ofrecer paquetes deportivos más baratos, pero han sido bloqueados por programadores como Disney, Fox y WBD. El Departamento de Justicia de los Estados Unidos también afirmó que planeaba revisar los términos de la empresa conjunta una vez que estuviese finalizada.
El actual vMVPD FuboTV, centrado en los deportes, también expresó su preocupación tras el anuncio sobre el impacto de la empresa en la «competencia justa en el mercado». El 20 de febrero, FuboTV presentó una demanda antimonopolio en el Corte de Distrito de los Estados Unidos para el Distrito Sur de Nueva York, buscando bloquear la empresa por completo o que el tribunal imponga alternativamente restricciones económicas y de licencia. Los proveedores de televisión por satélite DirecTV y Dish Network presentaron escritos en apoyo a la demanda de Fubo en abril.
El representante Jerry Nadler, miembro de alto rango del Comité de la Cámara de Representantes de los Estados Unidos sobre el Poder Judicial, y el representante Joaquín Castro presentaron una carta a Disney, Fox y Warner Bros. Discovery el 16 de abril en busca de respuestas sobre el impacto que el nuevo servicio tendría en la competencia y los precios. Los propietarios tuvieron dos semanas a partir de la fecha de la carta para responder. Después de recibir las respuestas de los propietarios, Nadler y Castro enviaron una segunda carta el 7 de junio, afirmando que estas respuestas eran «insuficientes» con respecto a las preocupaciones sobre cómo prevenir la colusión, garantizar la privacidad del consumidor y los métodos para determinar el precio del servicio.
El 16 de agosto de 2024, la jueza federal Margaret Garnett otorgó una orden judicial preliminar contra Venu, bloqueando su lanzamiento mientras continúa la demanda antimonopolio de FuboTV, afirmando que es probable que el vMVPD logre probar su caso de que la empresa «reducirá sustancialmente la competencia y restringirá el comercio».
El 6 de enero de 2025, Fubo anunció que se fusionaría con el vMVPD Hulu + Live TV de Disney, lo que resultó en que este último recibiera una participación del 70% en la compañía combinada y que había resuelto su litigio con Disney, WBD y Fox relacionado con Venu. Sin embargo, DirecTV y Dish Network pidieron a la juez Garnett que reconsiderara la desestimación del caso, afirmando que las cuestiones antimonopolio seguían sin respuesta y que aún podrían verse perjudicados por la competencia de Venu. El 10 de enero, Disney, WBD y Fox anunciaron que Venu no se lanzaría y declararon: «Después de una cuidadosa consideración, hemos acordado colectivamente discontinuar la empresa conjunta Venu Sports y no estrenar el servicio de streaming».